# RD1
RD1 o 0140+326 RD1 è una galassia remota che ha detenuto per qualche tempo il primato di galassia più distante conosciuta. RD1 è stata scoperta nel marzo 1998 e il suo redshift misura z = 5,34, il primo oggetto trovato che superasse z = 5. Aveva battuto il precedente record di una coppia di galassie, (CL 1358+62 G1 & CL 1358+62 G2) con redshift z=4,92, scoperte tramite l'ammasso di galassie CL 1358+62 grazie all'effetto della lente gravitazionale. RD1 è rimasto solo per alcuni mesi del 1998 l'oggetto più distante conosciuto fino alla scoperta di BR1202-0725 LAE con redshift z = 5,64.

## Misurazioni della distanza
La "distanza" di una galassia molto lontana dipende dal metodo utilizzato. Con un redshift di 5,34, la luce di questa galassia ha impiegato circa 12,5 miliardi di anni per giungere fino a noi,  ma dal momento che la galassia recede dalla Terra, l'attuale distanza comovente è stimata essere di circa 26 miliardi di anni luce.